# Royal Oak (stanice metra v Londýně)
Royal Oak je stanice metra v Londýně, otevřená 30. října 1871. Stanice se nachází v přepravní zóně 2 a leží na dvou linkách:
- Circle Line a Hammersmith & City Line mezi stanicemi Westbourne Park a Paddington.

| Rok  | Počet cestujících |
| ---- | ----------------- |
| 2011 | 2,05 mil          |
| 2012 | 2,22 mil          |
| 2013 | 2,43 mil          |
| 2014 | 2,70 mil          |

Autobusové spojení zajišťují linky 18,36 a noční linka N18.

## Zajímavost
Stanice je zobrazena ve filmu Kidulthood a v klipu písně Nature Springs z alba The Good.